# 카를로스 페드로소
카를로스 알베르토 페드로소 쿠리엘(스페인어: Carlos Alberto Pedroso Curiel, 1967년 1월 28일~)은 쿠바의 펜싱 선수로 주 종목은 에페이다. 2000년 하계 올림픽에서 남자 에페 단체전 동메달을 획득했으며 세계 선수권 대회에서 금메달 1개와 동메달 3개를 획득했다. 